# 國家足球博物館
國家足球博物館（英語：The National Football Museum）是英國的一座博物館。位於曼徹斯特，保存收藏重要的足球紀念品。國家足球博物館本來位於普雷斯頓，在2012年搬遷到曼徹斯特。博物館建設于2001年。博物館的主席是世界杯冠軍得主卜比·查爾頓爵士。

## 外部連結
- Official website（页面存档备份，存于）
- International Football Institute[永久]
- Priory Collection